# قناص خيطان (مسرحية)
قناص خيطان, مسرحية كوميدية تتكلم عن تسلط المؤجرين وماذا يحصل في منطقة خيطان.
وتعتبر المسرحية عودة الفنانة حياة الفهد بعد غياب 10 أعوام عن الأعمال المسرحية. عرضت لأول مرة عام 2002  نالت المسرحية شهرة واسعة في الكويت ودول الخليج العربي. وأصبحت من أهم الأعمال المسرحية العربية.

## فريق العمل

### تمثيل
1. ↑  "مسرحية قناص خيطان - ما جروهيل". magrohil.com. مؤرشف من الأصل في 2024-03-02. اطلع عليه بتاريخ 2024-3-2.{{استشهاد ويب}}:  صيانة الاستشهاد: BOT: original URL status unknown (link)

| الممثل               | الشخصية |
| -------------------- | ------- |
| عبد الحسين عبد الرضا | قناص    |
| حياة الفهد           | لجمة    |
| عبد الإمام عبد الله  | بو أنور |
| محمد الصيرفي         | طارش    |
| إبراهيم الحربي       | سلطان   |
| أمل عباس             | جميلة   |
| أحمد السلمان         | مجنون   |
| مشعل الخلف           | حزام    |
| إلهام الفضالة        | مشاعل   |
| حسن عبد الرسول       | رعد     |

| أيقونة بذرة | هذه بذرة مقالة عن أدب كويتي بحاجة للتوسيع. فضلًا شارك في تحريرها. |